# Верх-Падунський
Верх-Паду́нський (рос. Верх-Падунский) — селище у складі Топкинського округу Кемеровської області, Росія.
Стара назва — Верхній Падунський.

## Населення
Населення — 565 осіб (2010; 628 у 2002).
Національний склад (станом на 2002 рік):
- росіяни — 88 %